# Charles Édouard Guillaume
Charles Edouard Guillaume (Fleurier, 15. veljače 1861. – Severs, 13. lipnja 1938.), francusko-švicarski fizičar.
- 1920. - Nobelova nagrada za fiziku